# Pentagram

Pentagram
Pentakl (pentagram v kruhu)
Pentagram
převrácený („satanský“) pentagram

Pentagram je prastarý předkřesťanský symbol ve tvaru pěticípé hvězdy , kterému se přisuzuje magická ochranná funkce. Jako pentagram se označuje pouze pěticípá hvězda nakreslená pěti přímými tahy, je-li navíc opatřena kruhem, je označována jako pentakl. Slovo pentagram pochází z řeckého slova πεντάγραμμον (pentagrammon), znamenajícího přibližně pět přímek. Hvězdě se přisuzují různé významy a výklady, původně snad souvisela s uctíváním přírody, s příchodem novověku našla uplatnění v obřadní magii a okultismu jako znak magické ochrany.
Převrácenému pentagramu se obvykle přisuzuje negativní význam a je dáván do souvislosti s černou magií a satanismem, nicméně dle některých esoteriků nemá převrácení na pentagram žádný vliv. Geometrie symbolu se jeho otáčením nemění. Pentagram, stejně jako jeho převrácená verze, se vyskytují v heraldice a vexilologii bez okultních výkladů.

## Pentagram geometricky
Pentagram velmi úzce souvisí s pravidelným pětiúhelníkem. Spojením dvou protějších vrcholů pětiúhelníku vzniká právě pentagram. Diagonály tvoří uprostřed opět pětiúhelník. Původní a nový pětiúhelník jsou v poměru zlatého řezu.

## Druhy pentagramů & pentaklů

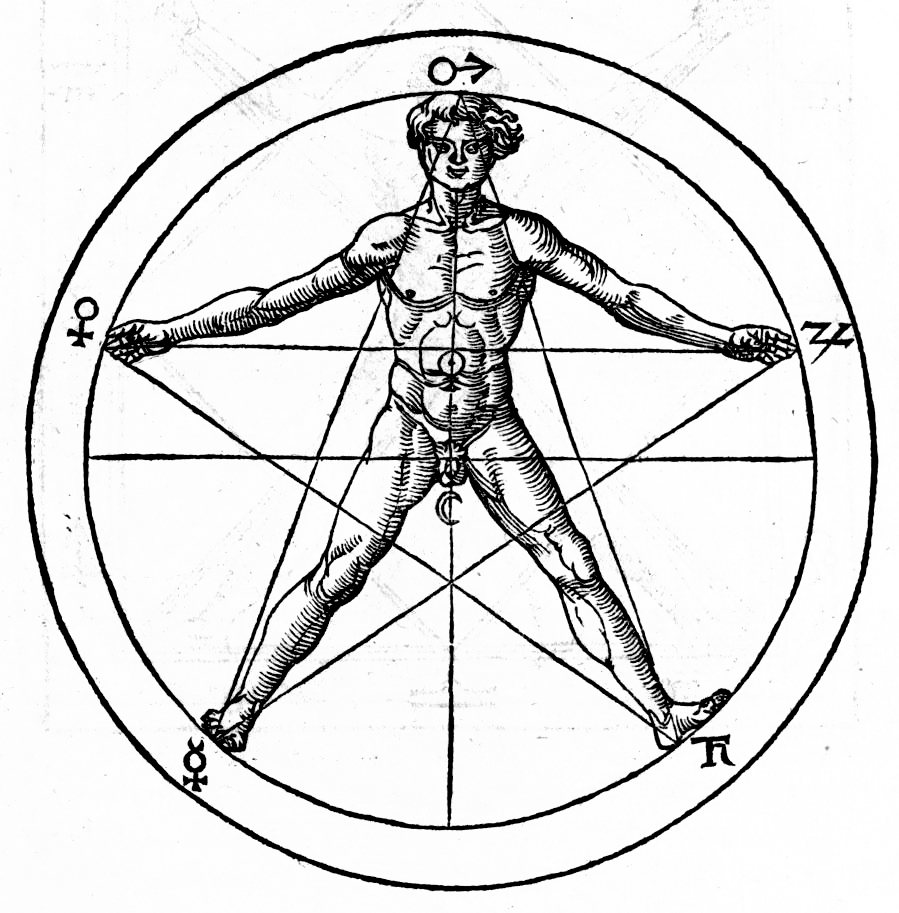
Agrippův pentagram s Adamem Kadmonem představuje lidské tělo
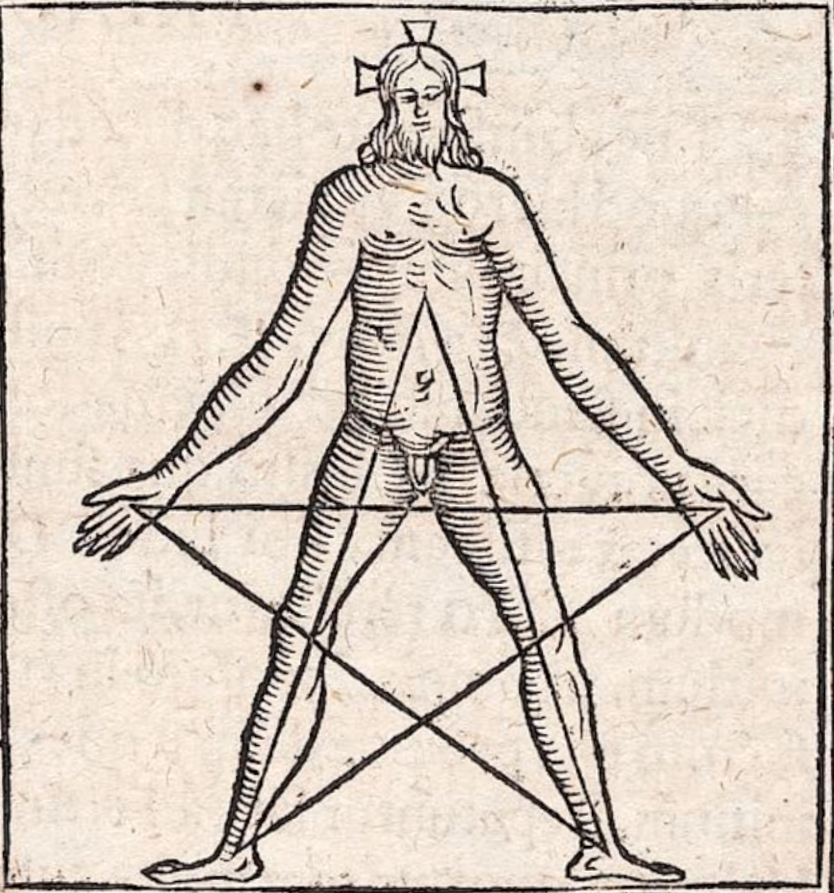
Ježíš s pentagramem, který má představovat pět smyslů
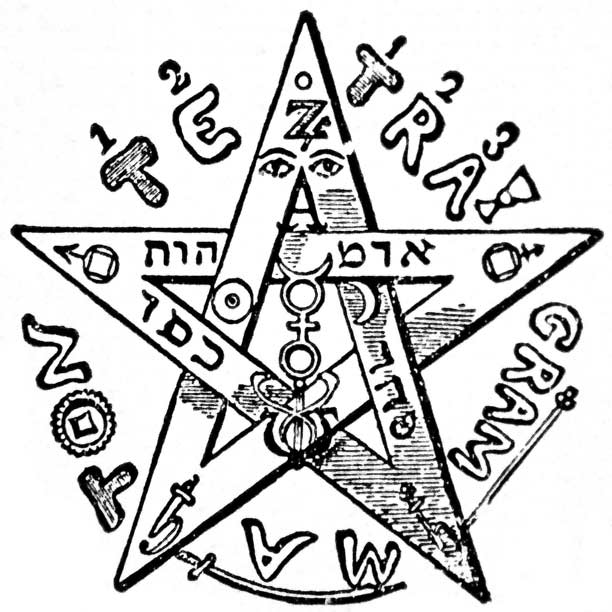
magický pentagram E. Léviho a nápisem TETRAGRAMMATON
bezejmenný pentagram ze Šesté knihy Mojžíšovy, grimoáru z 19. století
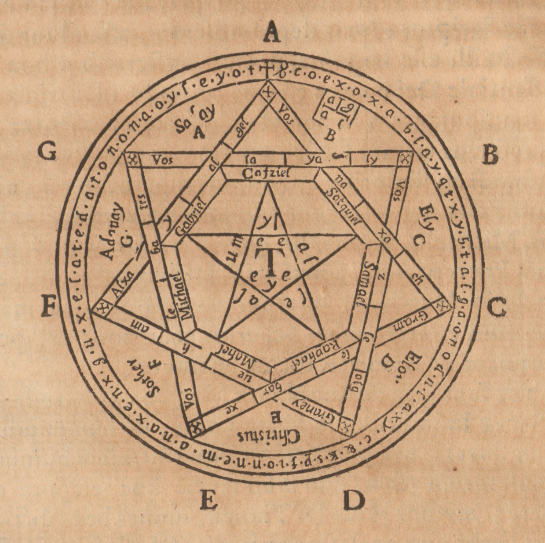
„amulet Venuše a Marta“ z grimoáru Liber Juratus Honorii

## Výklady pentagramu & pentaklu

Pentagram se znaky pěti živlů

- Znamení Pythagorovců, žáků filosofa Pythagora, jednalo se o společenství, které pěstovalo specifickou nauku zavedené Pythagorem a náboženské obřady.
- Symbolika čísla 5 (penta), které přesahuje sílu čtyř základních živlů, pátým živlem je vesmírná energie (život) nebo také éter. Čísla v závorkách označují síly živlů. Pět je nejsilnější. Živly jsou: voda (5), Země (4), vzduch (3), oheň (2) a vesmírná energie (1). Voda a vzduch mají stejnou sílu.
- Každý jeho cíp představuje jedno období života (zrození, zrání, dospělost, stárnutí, smrt).
- Symbol Venuše, bohyně matky (planeta Venuše opíše na obloze za osm let pětiúhelník).
- Svět byl dříve lidmi rozdělen na dvě poloviny, mužskou a ženskou. Pentagram představuje ženskou polovinu všech věcí – tento koncept náboženství historikové označují jako „posvátné ženství“ nebo „velká bohyně“.
- Šalamounova pečeť související s židovskou kabalou. Mnohdy pentagram v roli pečeti krále Šalomouna vystřídal hexagram, který bývá většinou označován za Davidovu hvězdu.
- Jakožto uzavřená forma byl také někdy symbolem Ježíše Krista (pět cípů mohlo symbolizovat pět svatých Kristových ran).
- Symbol směrů vpřed, vzad, vlevo, vpravo a vzhůru (podle postavení planet Jupiteru, Merkuru, Marsu, Saturnu a Venuše).
- Pentagram otočený vzhůru nohama, čili stojící na jednom cípu a do něj vložená hlava mendského kozla, zpodobněná S. de Guaitou, se nazývá „Bafometova pečeť“ a používá se jako symbol satanismu a ďábla. Baphomet je jméno údajné modly templářů a může být odvozeno z řeckého „bafé“ a „metis“ znamenající „ohnivý křest“. Zjev Baphometův je popisován různě, podle protokolů z procesu s templáři to byla lidská hlava s bílým vousem, případně hlava ženy. Jedna z Baphometových soch je instalována v průčelí pařížského kostela Saint-Merri, byla však zhotovena až v 19. století. V téže době ho vyobrazil rakouský hrabě Josef von Hammer-Pürgstall jako hybridní postavu s ženským tělem a mužskou hlavou, v rukou drží slunce a měsíc spojené zlatým řetězem, u nohou je volně položen pentagram. Symbolický význam by mohl znít asi takto: Duch (hlava) v aktivním spojení s hmotným tělem ovládá hvězdné síly neboli astrální oheň. Tento význam však vznikl už při příchodu církve, která se snažila vymýtit pohanské kulty.[zdroj?]
- Označuje 5 údů člověka: hlava, dvě ruce a dvě nohy.
- Pentagram zakreslený v kruhu (pentakl) má ochranný význam.

## Historie pentagramu

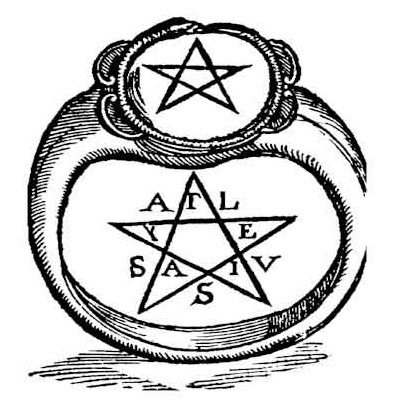
Kresba prstenu s prvním historicky doloženým pentagramem

Hugieia Pentagram Pythagorovců

První zmínka o pentagramu byla zaznamenána již 4 000 let před Kristem. 
V dobách starověku se objevuje na starých keltských mincích, kde má snad kultovní charakter, její pravý význam nám uniká. Byl symbolem stoupenců filosofa Pythagora, zakladatele pythagoreismu, jehož společenství se vedle matematiky věnovalo zejména náboženské činnosti. První historicky doložený pentagram je na prstenu z Krotonu z roku 525 př. n. l. Pentagram bývá také spojován s Venuší, římskou obdobou Afrodity, tedy bohyní lásky a krásy. Též představoval symbol rovnováhy. 
Přes to, co můžeme vidět ve filmech, je démonická interpretace pentagramu historický nesprávná. Původní význam tohoto symbolu se během tisíciletí změnil. V tomto případě prostřednictvím krveprolití. Symboly jsou velmi odolné, ale význam pentagramu překroutila raná římskokatolická církev. Ta vedla rozsáhlou kampaň proti pohanským bohům i bohyním a v rámci potlačování pohanských náboženství a konvertování lidí ke křesťanské víře očernila význam původních symbolů. Jedná se o jev, který je v bouřlivých dobách obvyklý. Nově nastupující síla si podmaní existující symboly a časem je překroutí. V bitvě pohanských symbolů s křesťanskými pohané prohráli - Poseidonův trojzubec se stal vidlemi ďábla, špičatý klobouk vědmy se změnil v odznak čarodějnice a z Venušina pentagramu je znak ďábla.

## Pentagram v německé lidové slovesnosti
V německy hovořících zemích se pentagram nazývá Trudenfuß (též Drudenfuß) nebo Pentalpha (lze jej vytvořit z pěti písmen Alpha - „Α“). Název odkazuje na otisk zkřížených noh čarodějnice Trude (mit dem Abdruck ineinander geschränkter Füße einer Trude). Například podle lidového vyprávění z oblasti dolního Innu bral zlý duch na sebe ženskou podobu čarodějnice Trud, která se zjevovala často v noci (někdy ve společnosti Perchty. Proto lidé na ochranu proti ní kreslily na přední pelest postelí, kolíbku, na stolní desku nebo nad dveře jedním tahem magický pentagram, např. v Goethově Faustovi proti Mephistovi.

## Současné významy

Bafometova pečeť, tj. pentakl s hlavou „mendéského kozla sabatu“ neboli Bafometem

Symbol Trojné bohyně, jeden z nejčastějších symbolů Wiccy

V dnešní době jsou upřednostňovány dva významy v závislosti na zobrazení:
1. Pokud je pentagram zakreslen s pátým cípem nahoru – tedy na sever – je považován za tzv. čistý pentagram, symbol bílé magie a ochrana před ďáblem a zlými silami. Bývá do něj i zakreslován člověk s rozpjatýma rukama nebo jen dlaň. V souvislosti s magií bývá označován jako „planoucí hvězda mágů“ nebo „muří noha“. Ve Skandinávii se kreslil na dveře domů jako ochranu proti démonům a trollům. Magický pentagram je opsán božským jménem TETRAGRAMMATON, případně hebrejským písmem jod-hé-vau-hé (JHVH).
2. Obrácený pentagram – považován za znak černé magie nebo také satana. Bývají kolem něj zakreslena jména Samael a Lilith. Samael je pekelný kníže nejblíže stojící samotnému Satanovi. Podle rabínské tradice je Samael totožný s Andělem smrti a měl být také skutečným otcem Kaina. Podle některých esoteriků nemá převrácení na pentagram žádný vliv. Otočení symbolu nemůže nijak zvlášť měnit jeho význam, protože geometrie se tím nezměnila a vykazuje tytéž hodnoty.
3. Je nejčastějším symbolem novopohanského náboženství Wicca.

## Tradiční čínská medicína
Pentagram, tak jak je chápán v západním světě, má také svůj původ z tradiční čínské medicíny, která byla v Číně používána již 3 stol. před naším letopočtem. Číňané původně tomuto uskupení pěti živlů (oheň, země, kov, voda a dřevo) říkali wu-xing (čti vu sing), čili pět proměnlivých fází nebo pět pohybů, do našeho jazyka překládáno jako pět elementů. Jsou to elementy, ze kterých se skládá celý vesmír. A naopak tedy můžeme celý vesmír, jeho jednotlivé složky rozřadit do těchto pěti skupin. Pentagram je v tradiční čínské medicíně používán pro diagnostiku zátěže daného okruhu orgánů. Ke každému elementu se řadí hlavní orgán, pod který spadá celá skupina dalších orgánů: oheň - srdce, země - slezina, kov - plíce, voda - ledviny a dřevo - játra.

## Státní symbolika, heraldika a vexilologie
Pentagram je základem etiopského státního znaku, který je umístěn i na státní vlajce.

státní znak Etiopie
státní vlajka Etiopie
státní znak Maroka
státní vlajka Maroka
královská vlajka Marockého království
královská vlajka marocké dynastie Alaouite
znak Nagasaki
vlajka Nagasaki
vlajka obce Haaksbergen, Nizozemsko
znak obce Haaksbergen, Nizozemsko